# Normalvektor

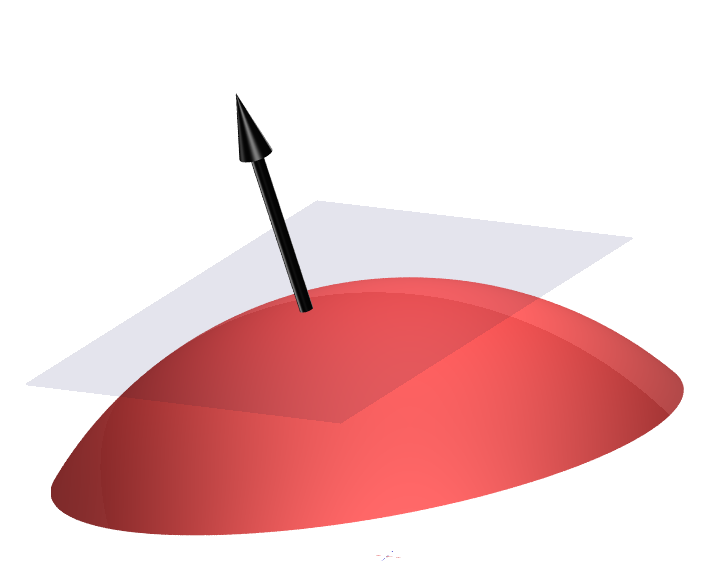
Ytnormalen i en punkt på en slät yta är normalvektorn till ytans tangentplan i den givna punkten

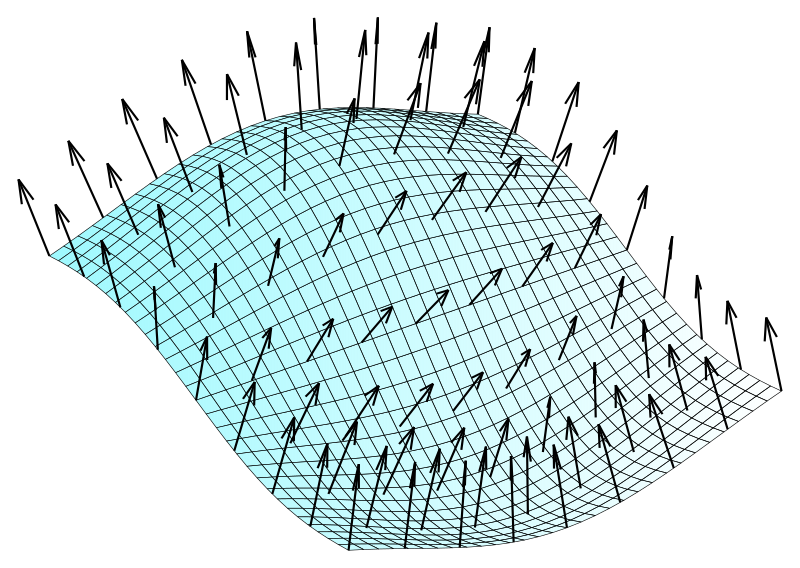
Ett vektorfält av normaler till en yta

En normalvektor är en vektor vars riktning är ortogonal (vinkelrät) mot ett annat objekt, till exempel en annan vektor eller geometriska objekt som linjer och ytor. 
Termen normal användes först inom tvådimensionell euklidisk geometri och avsåg linjer som är vinkelräta mot varandra, men en normal kan definieras för ett godtyckligt antal dimensioner. 
En m-dimensionell vektor i en m-dimensionell rymd som är ortogonal mot samtliga vektorer i ett n-dimensionellt plan är en normalvektor till planet.
För ytor bestämda av en funktion, existerar för varje punkt i vilken den beskrivande funktionen är deriverbar, ett tangentrum, bestående av alla vektorer som tangerar ytan i punkten. Normalvektorerna till ytan är de vektorer som är ortogonala mot tangentrummen.
Normalvektorer är användbara för att projicera en punkt på ett plan och för att spegla en punkt i ett plan.

## Beräkning av normalvektorer
Om en yta är given i implicit form som
{\displaystyle f(x,y,z)=0},
då ges en normalvektor i punkten (x, y, z) till ytan av gradienten
{\displaystyle \nabla f(x,y,z)}
Om således f definierar ett tredimensionellt plan enligt
{\displaystyle f(x,y,z)=ax+by+cz+d=0}
är en normalvektor till planet
{\displaystyle \nabla f(x,y,z)={\begin{bmatrix}a\\b\\c\\\end{bmatrix}}}
I ett kartesiskt koordinatsystem kan en normalvektor till två tredimensionella vektorer u och v beräknas som vektorernas kryssprodukt:
{\displaystyle \mathbf {u} \times \mathbf {v} ={\begin{bmatrix}u_{2}\cdot v_{3}-u_{3}\cdot v_{2}\\u_{3}\cdot v_{1}-u_{1}\cdot v_{3}\\u_{1}\cdot v_{2}-u_{2}\cdot v_{1}\end{bmatrix}}}